# Kubomeduze
Kubomeduze (znanstveno ime Cubozoa) so razred morskih ožigalkarjev, podobnih klobučnjakom, v katerega uvrščamo nekaj deset danes znanih vrst, ki živijo v toplih poltropskih in tropskih morjih. Širše so znane predvsem po nekaterih izjemno strupenih predstavnikih, med katerimi je najbolj zloglasna morska osa, katere ožig je smrtno nevaren za kopalce.

## Telesne značilnosti in življenjski krog
Meduze so v povprečju manjše od meduz klobučnjakov in, kot nakazuje ime, bolj oglate oblike. Običajno imajo lovke v štirih skupinah na vsakem vogalu ali pa samo štiri lovke v enaki razporeditvi. Tako kot pri klobučnjakih mezogleja (zdrizasto tkivo v sredici) vsebuje ameboidne celice epidermalnega izvora. Za razliko od klobučnjakov odprtino na spodnjem delu klobuka delno zapira guba (velum), ki močno poveča silo iztisnjene vode ob utripanju klobuka; mnoge vrste so zato zelo hitri in aktivni plavalci.
Na obodu klobuka imajo meduze obroč živčnih celic, z zadebelitvami, ki jim pravimo ropaliji. V njih so zgoščene živčne celice in čutilni organi, med katerimi izstopajo kompleksne oči z lečami in mrežnici podobno organizacijo receptorjev, poleg njih pa tudi statociste za zaznavanje orientacije. Na račun dobro razvitih oči so sposobni usmerjenega premikanja proti majhnim izvirom svetlobe, vendar ni jasno, kako procesirajo vidne dražljaje brez osrednjega živčnega sistema. Na vsaki lovki je več tisoč ožigalk z izredno močnim toksinom, ki v hipu ubije plen. Kadar pride z njim v stik človek, izkusi tako močno bolečino, da lahko pade v šok in umre zaradi utopitve, ali pa pride do zastoja srca zaradi delovanja toksinov na živčne celice.
Gonade so tako kot pri klobučnjakih gastrodermalnega izvora, kubomeduze imajo ločena spola. Zrele spolne celice se sprostijo v telesno votlino in izstopijo skozi usta, do oploditve pa pride zunaj. Celoten življenjski krog je znan samo za vrsto Tripedalia cystophora: ličinka - planula je prostoplavajoča, po kratkem času pa se s sprednjim delom pritrdi na podlago in spremeni v trdoživnjaku podobno polipno obliko, imenovano skifistoma. Ta se pod vplivom notranjih (hormoni) in zunanjih dejavnikov preobrazi v meduzo. Poleg neposredne preobrazbe (polipi klobučnjakov namesto tega producirajo meduze z brstenjem oz. strobilacijo) so polipi posebni tudi po organizaciji živčevja. Običajno zaključijo življenjski krog v manj kot enem letu.

## Taksonomija
Kubomeduze je kot samostojen takson prvi prepoznal Ernst Haeckel leta 1880, zaradi podobnosti pa so bili predstavniki še od Linnejevih časov uvrščeni med klobučnjake. Kasneje se je uveljavilo spoznanje, da so zaradi posebnosti v telesni zgradbi polipov in drugačnega življenjskega kroga ločena skupina, zato so bile povzdignjene na raven razreda.
Nekaj deset znanih vrst delimo v dva redova, ta pa v skupno šest družin:
- red Carybdeida Gegenbaur, 1857
  - družina Alatinidae Gershwin, 2005
  - družina Carybdeidae Gegenbaur, 1857
  - družina Tamoyidae Haeckel, 1880
  - družina Tripedaliidae Conant, 1897
- red Chirodropida Haeckel, 1880
  - družina Chirodropidae Haeckel, 1880
  - družina Chiropsalmidae Thiel, 1936